# Sumečkovití
Sumečkovití (Ictaluridae, dříve často též Ameiuridae) jsou sladkovodní čeledí ryb z řádu sumci rozšířenou endemicky v Severní Americe. Pro její zástupce, tak jako pro řadu dalších sumců, je charakteristické tělo kryté lysou kůží, přítomnost tukové ploutvičky na hřbetě, čtyři páry vousů kolem širokých úst a pevné paprsky na předním okraji hřbetní a prsních ploutví. Na rozdíl od většiny ostatních sumců postrádají zuby na patře. Některé druhy rodu Noturus jsou drobné, dosahují délky pouze cca 5 cm, naopak velikosti až přes 1,5 m dorůstají vzrostlí jedinci druhů sumeček velký (Ictalurus furcatus) a sumeček plochohlavý (Pylodictis olivaris). Tři rody (Prietella, Satan a Trogloglanis) zahrnují zástupce žijící v podzemních vodách s nápadnými adaptacemi na toto prostředí jako jsou zakrnělé oči, ztráta pigmentace, nedokonalá osifikace kostry nebo zmenšený plovací měchýř. Samci sumečkovitých typicky připravují krytá místa k výtěru (jeskyně, prohlubně, sleť rostlin, podmleté břehy apod.) a střeží snůšku a mladé. V potravě sumečkovitých převažuje spíše živočišná složka, někteří se zamlada živí všežravě. 

Příklady zástupců sumečkovitých
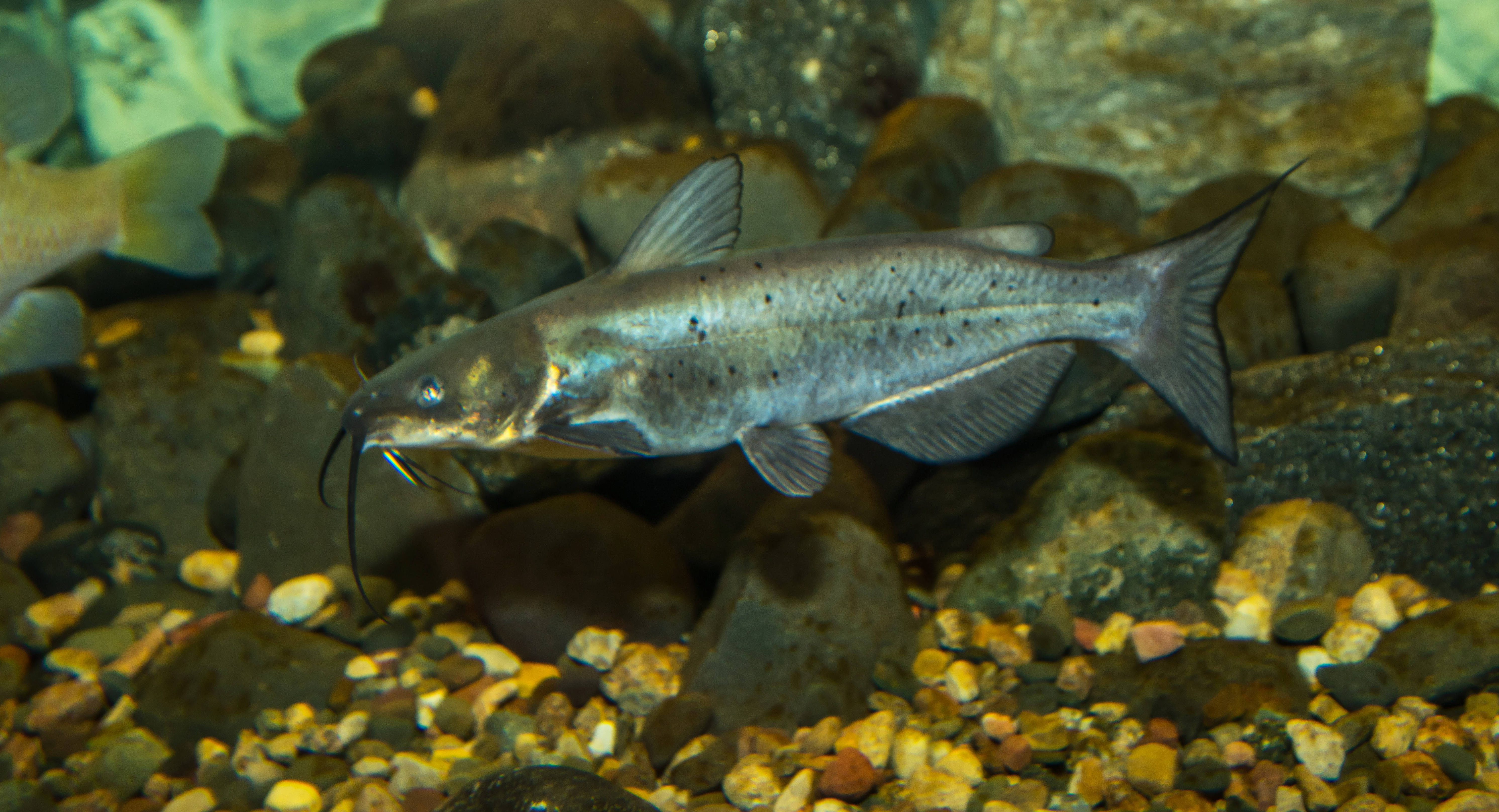
Mladý jedinec sumečka tečkovaného (Ictalurus punctatus)
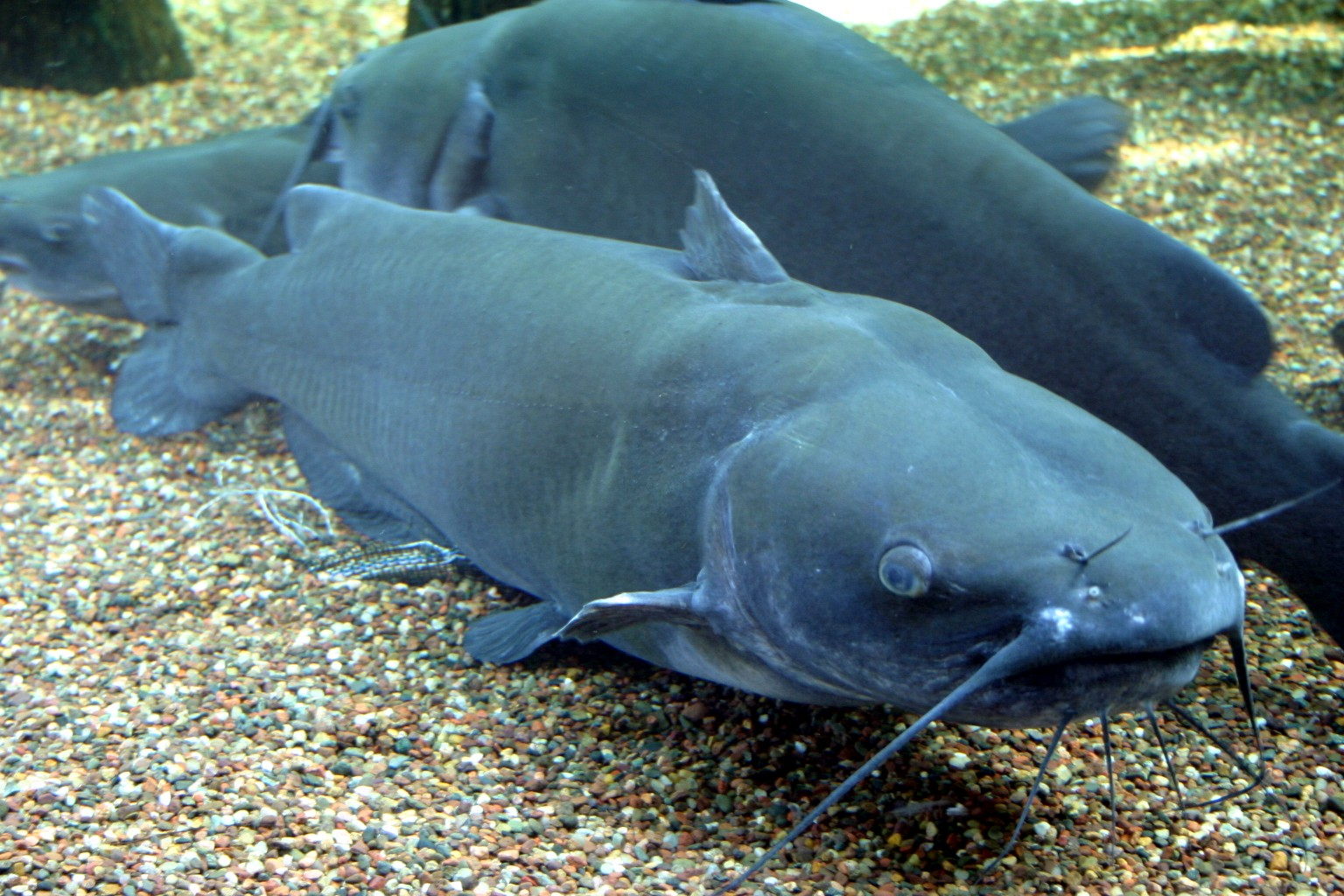
Vzrostlí jedinci sumečka tečkovaného
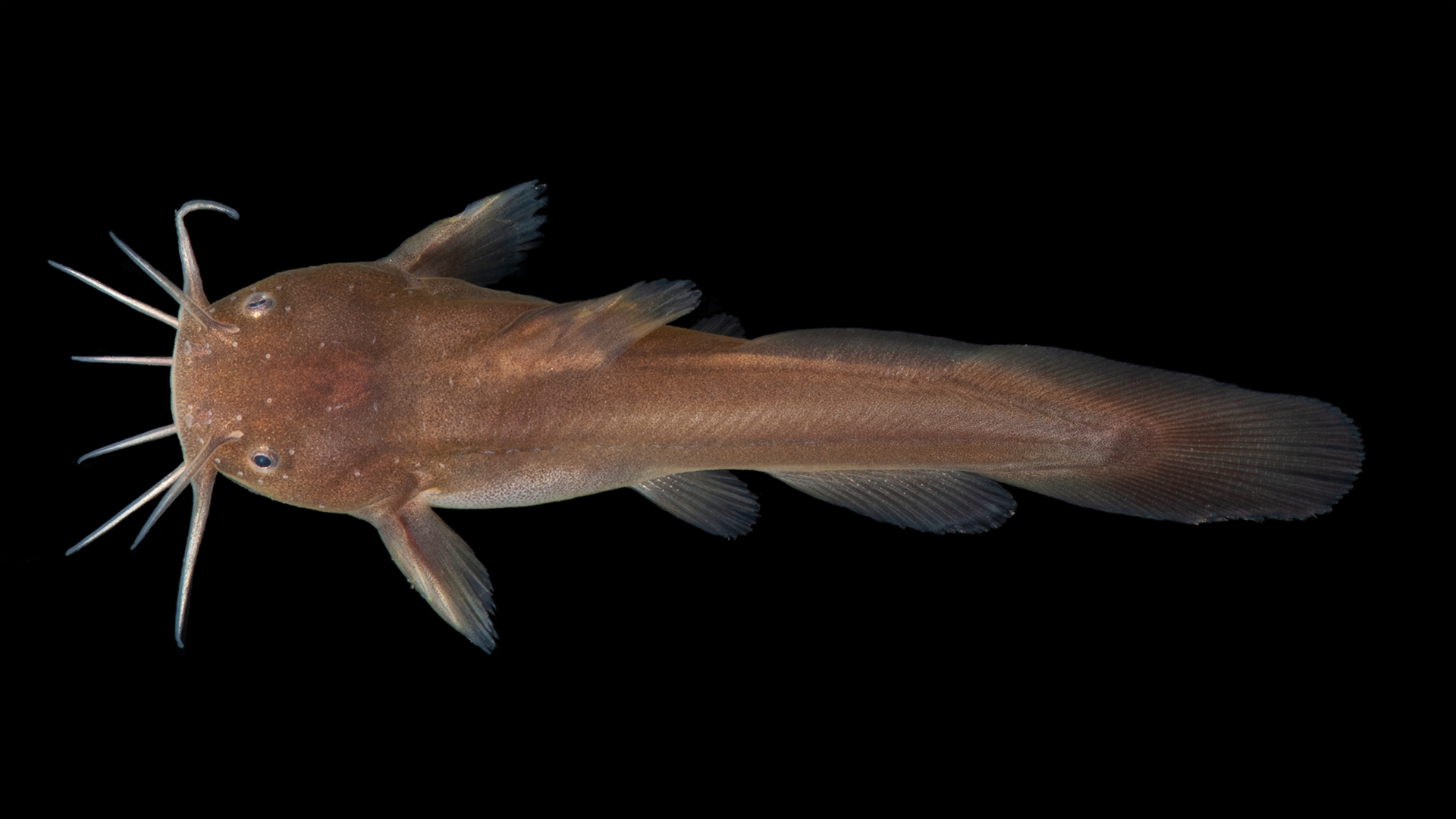
Noturus pulčí (Noturus gyrinus)

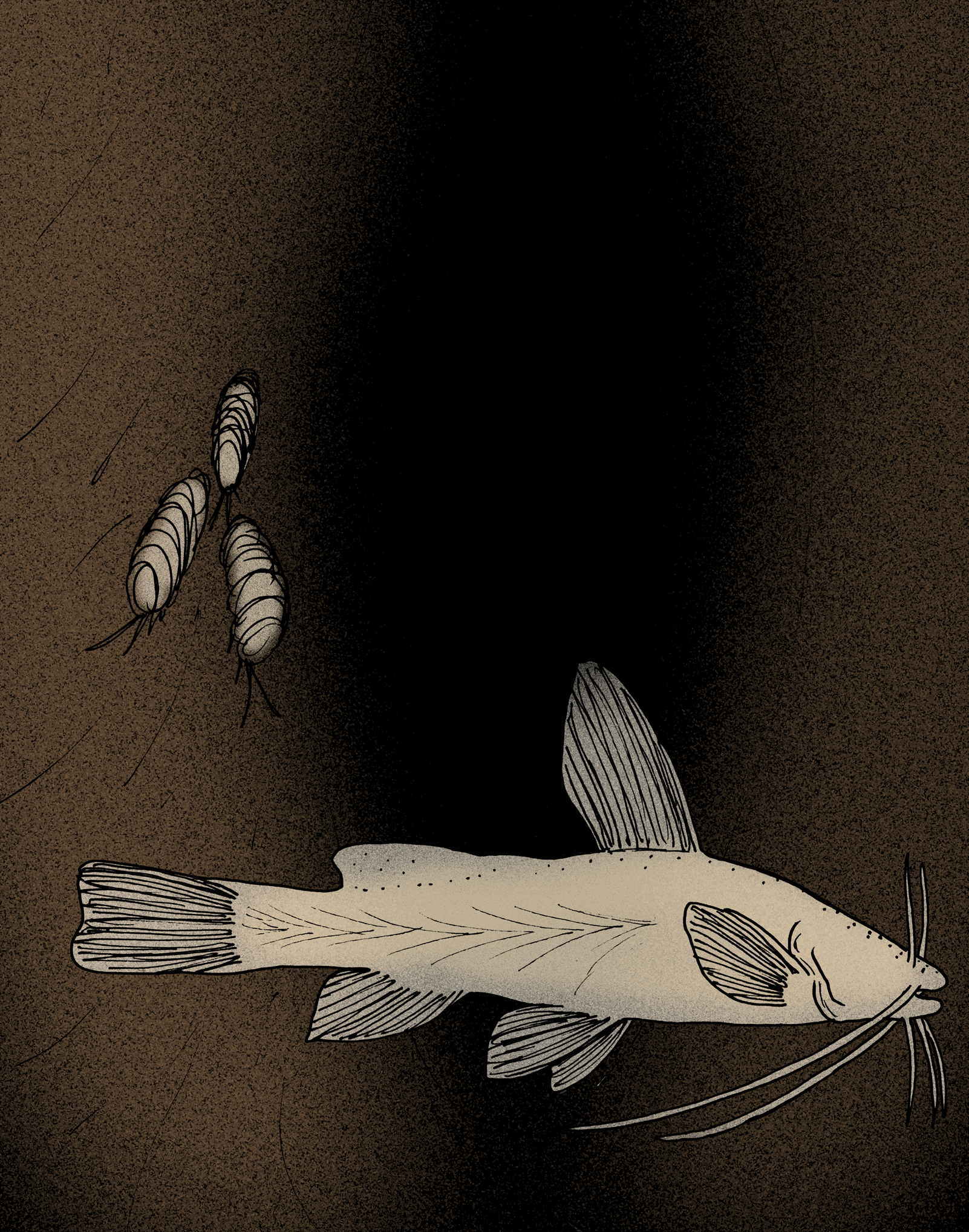
Podzemní satan širokoústý (Satan eurystomus) na ilustraci

V dnešní fauně je zastoupeno 51 druhů sumečkovitých ryb řazených do 7 rodů, z nichž nejpočetnější je rod noturus (Noturus) s asi 29 druhy. Vyskytují se od jihu Kanady přes území USA a Mexika až na sever Guatemaly a do Belize. Obývají rozmanitá vodní prostředí od největších vodních toků Severní Ameriky po horské bystřiny nebo podzemní vody. Sumeček americký (Ameiurus nebulosus) byl vysazen již koncem 19. století i v českých vodách a lze se s ním setkat v řadě evropských zemí.

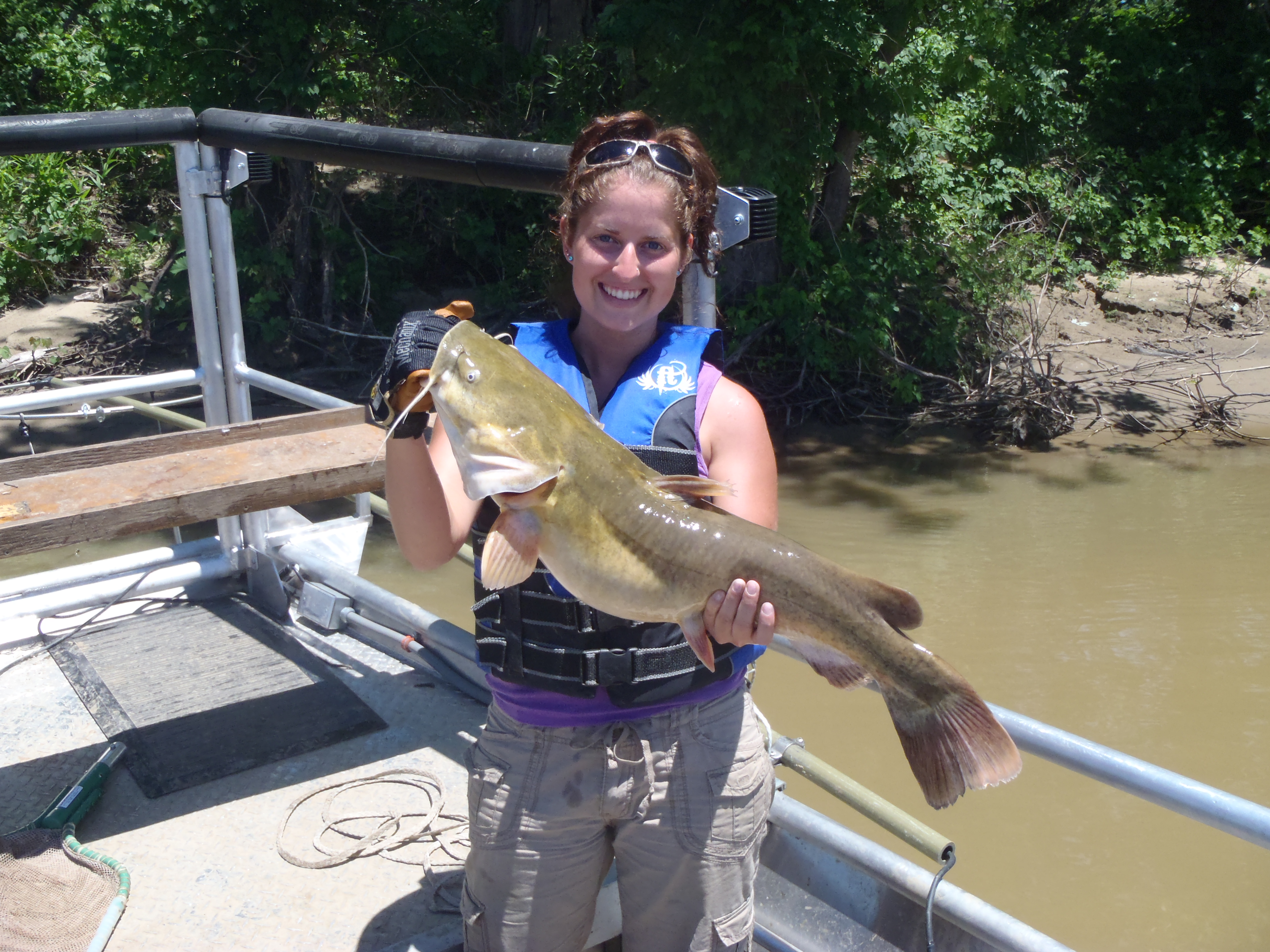
Ulovený kus sumečka plochohlavého

Sumečkovití mají v Severní Americe bohatý fosilní záznam, nejstarší vymřelé druhy rodů Ictalurus a Ameiurus jsou doloženy již z pozdního eocénu. Za nejstaršího zástupce čeledi byl dlouhou dobu považován fosilní rod Astephus známý již od paleocénu, podle podrobné analýzy morfologických dat však tento vymřelý sumec mezi sumečkovité pravděpodobně nepatří (ani není jejich sesterskou skupinou).
Zvláště velké druhy sumečkovitých (např. sumeček velký, s. tečkovaný nebo s. plochohlavý) mají hospodářský význam, patří mezi ryby vyhledávané sportovními rybáři. Některé z nich (obzvlášť sumeček velký) byly vysazeny na lokalitách mimo jejich původní areál, kde se mohou chovat jako invazní druhy. Introdukovaný sumeček americký v České republice nevytváří příliš početné populace a přes chutné maso má spíše okrajový význam.